# Scream (album de Tokio Hotel)
Pour les articles homonymes, voir Scream.
Albums de Tokio Hotel
Zimmer 483 - Live in Europe
(2007) Humanoid
(2009)
Singles
Scream est le troisième album du groupe allemand Tokio Hotel, et le premier en anglais, sorti le 4 juin 2007. Il contient les versions anglaises des morceaux des deux premiers albums de Tokio Hotel, Schrei et  Zimmer 483 .
Le nom de l'album provient du nom allemand du premier album de Tokio Hotel : Schrei. Dans les pays germanophones, l'album est sorti sous le nom de Room 483 (Zimmer 483). Le premier single extrait de cet album est Monsoon et non pas Through The Monsoon, qui est la traduction exacte de son original : Durch den Monsun.

## Titres des morceaux
| #  | Titre              | Auteurs/Compositeurs                                                                               | Durée |
| -- | ------------------ | -------------------------------------------------------------------------------------------------- | ----- |
| 1  | Scream             | Dave Roth, David Jost, Rebecca Roth                                                                | 3:21  |
| 2  | Ready, Set, Go!    | D.Roth, Patrick Benzner, D.Jost, Peter Hoffmann, Tom Kaulitz, Bill Kaulitz, R.Roth                 | 3:34  |
| 3  | Monsoon            | D.Roth, P.Benzner, D.Jost, P.Hoffmann, B.Kaulitz, R.Roth                                           | 4:05  |
| 4  | Love Is Dead       | D.Roth, P.Benzner, D.Jost, P.Hoffmann, T.Kaulitz, Georg Listing, Gustav Schäfer, B.Kaulitz, R.Roth | 3:42  |
| 5  | Don't Jump         | D.Roth, P.Benzner, D.Jost, P.Hoffmann, T.Kaulitz, B.Kaulitz, R.Roth                                | 4:09  |
| 6  | On The Edge        | D.Roth, P.Benzner, D.Jost, P.Hoffmann, T.Kaulitz, B.Kaulitz, R.Roth                                | 4:05  |
| 7  | Sacred             | D.Roth, P.Benzner, D.Jost, P.Hoffmann, B.Kaulitz, R.Roth                                           | 4:03  |
| 8  | Break Away         | D.Roth, P.Benzner, D.Jost, P.Hoffmann, T.Kaulitz, G.Listing, G.Schäfer, B.Kaulitz, R.Roth          | 3:24  |
| 9  | Rescue Me          | D.Roth, P.Benzner, D.Jost, P.Hoffmann, B.Kaulitz, R.Roth                                           | 3:56  |
| 10 | Final Day          | D.Roth, P.Benzner, D.Jost, P.Hoffmann, B.Kaulitz, R.Roth                                           | 3:03  |
| 11 | Forgotten Children | D.Roth, P.Benzner, D.Jost, P.Hoffmann, T.Kaulitz, B.Kaulitz, R.Roth                                | 4:34  |
| 12 | By Your Side       | D.Roth, P.Benzner, D.Jost, P.Hoffmann, B.Kaulitz, R.Roth                                           | 4:24  |

Bonus Royaume-Uni
1. Live Every Second – 3:55
2. Raise Your Hands (Live In Madrid, MTV Day) - 3:47

Bonus Canada
1. 1000 Oceans – 3:55
2. Monsoon (Live in Milan) - 3:47

Bonus U.S.A.
1. Live Every Second - 3:50
2. 1000 Oceans – 3:55
3. Durch Den Monsun (Original Version Of Studio Album Schrei 2005) - 3:47

Bonus U.S. « iTunes édition »
1. Black

Bonus U.S. « Hot Topic édition »
1. Raise Your Hands (Studio version)

## Chronologie des singles
Europe (excepté le Royaume-Uni)
- Monsoon
- Ready, Set, Go !
- By Your Side
- Don't Jump

Royaume-Uni
- Ready, Set, Go !

Canada et États-Unis
- Scream
- Ready, Set, Go !
- Monsoon

Amérique du Sud et Mexique
- Monsoon
- Ready, Set, Go !
- Don't Jump (seulement en Argentine et Brésil)
- Scream

## Charts
| Chart (2007)                 | Meilleur position     |
| sous le nom de Scream        | sous le nom de Scream |
| ---------------------------- | --------------------- |
| Belgique (Flandres)          | 6                     |
| Belgique (Wallonie)          | 18                    |
| Canada                       | 6                     |
| Danemark                     | 29                    |
| Finlande                     | 31                    |
| France                       | 6                     |
| Grèce                        | 5                     |
| Italy Albums Chart           | 2                     |
| Mexican Top 100 Albums Chart | 18                    |
| Pays-Bas Albums Chart        | 10                    |
| Norvège Albums Chart         | 21                    |
| Portugal Albums Chart        | 6                     |
| Espagne Albums Chart         | 24                    |
| Suède Albums Chart           | 1                     |
| U.S. Billboard 200           | 39                    |
| sous le nom de Room 483      |                       |
| Ö3 Austria Top 40            | 27                    |
| Suisse Albums Chart          | 26                    |

## Certifications et Nombre d'exemplaires vendus
| Pays          | Certification | Nombre d'exemplaires vendus |
| ------------- | ------------- | --------------------------- |
| Europe (IFPI) |               | 400,000+                    |
| France        | or            | 80,000                      |
| Grèce (IFPI)  | Or            | 6,000+                      |
| Espagne       | Or            | 40,000+                     |
| Portugal      | Bronze        | 25,000+                     |
| États-Unis    |               | 16,000+                     |
| Canada        |               | 25,000+                     |
| Italie        | 2x Bronze     | 120,000+                    |

## Date de Sortie
| Pays                        | Date             |
| --------------------------- | ---------------- |
| Allemagne, Italie, Pays-Bas | 1er juin 2007    |
| France, Portugal            | 4 juin 2007      |
| Europe                      | 5 juin 2007      |
| Canada                      | 25 mars 2008     |
| États-Unis                  | 6 mai 2008       |
| Royaume-Uni                 | 8 septembre 2008 |

## Autour de l'album
- 1000 Oceans est la version anglaise de 1000 Meere (B-Side du single An Deiner Seite (Ich Bin Da)).
- By Your Side figure sur la bande originale du film Le Bal de l'horreur (Prom Night).